# Троицко-Харцызск
Тро́ицко-Харцы́зск — посёлок в Донецкой области. C 2014 года находится под контролем самопровозглашенной Донецкой Народной Республики. Расположен на реке Крынке (приток Миуса), в 12 км к юго-востоку от Харцызска. Поселковому Совету подчинены посёлки городского типа Войково, Покровка, Шахтное, Широкое и село Певчее.

## География
Посёлок расположен на реке Крынке в пределах Донецкого кряжа.
В окрестностях посёлка имеются глубокие долины, нередко с выходами коренных пород на склонах. Водоразделы имеют вид слабоволнистых равнин, почти полностью распаханных. Характерная черта рельефа — наличие форм антропогенного происхождения: терриконы, карьеры и другое. Характерной чертой природного ландшафта являются многочисленные балки, многие из которых, в силу их непригодности для сельского хозяйства, остаются в первозданном виде.
В Троицко-Харцызске добывается каменный уголь и известняк.

#### Соседние населённые пункты по странам света
С: Шахтное, город Зугрэс
СВ: Певчее
ВЮВ: Русско-Орловка
ЮВ: Покровка (Амвросиевского района), Степано-Крынка
Ю: Покровка (Харцызский городской совет)
ЮЗ: Фёдоровка, Виноградное, город Иловайск
З: Войково, Широкое
СЗ: Николаевка (ниже по течению Крынки), Золотарёвка, Дубовка, Новопелагеевка

## История
Слобода Харцызская была основана в 1768 году. Одним из её основателей был генерал-майор Иван Дмитриевич Иловайский, он владел этими землями в 1803—1810 годах. По наименованию слободы была названа Харцызской и железнодорожная станция, построенная в 8 км от нее (ныне г. Харцызск). В 1805 году в слободе Харцызской была построена каменная церковь в честь Святой Троицы, в связи с чем слободу стали называть Крынско-Троицкой, а со временем — Троицко-Харцызской, последнее название сохранилось до наших дней.
Советская власть установлена в январе 1918 года.
В годы Великой Отечественной войны на фронтах и в тылу врага сражались свыше 600 жителей поселка, из них более 200 человек погибли смертью храбрых, 235 отмечены правительственными наградами. В период временной оккупации в поселке действовал партизанский отряд, в составе которого было 13 жителей Троицко-Харцызска.
На братской могиле 34 воинов Красной Армии и партизан, павших в борьбе с гитлеровцами при освобождении поселка, в 1951 году установлен памятник, а в сквере в 1973 году сооружен мемориал в честь воинов-земляков, отдавших жизнь в боях с немецко-фашистскими захватчиками.
За высокие показатели в труде 98 жителей поселка награждены орденами и медалями Союза ССР:  
- бригадир животноводческой бригады О. Д. Ганошенко — орденом Ленина и двумя орденами Трудового Красного Знамени,

орденом Октябрьской Революции:
- проходчик горных выработок Н. М. Максименко,
- доярка М. И. Павленко.

## Общие сведения
Административно подчиняется Харцызскому городскому совету. Административный центр Троицко-Харцызского поселкового совета.
В состав Троицко-Харцызской поселковой администрации входят посёлки Шахтное, Широкий, Троицко-Харцызск, Покровка, Войково и село Певчее, из них 1459 дворов, численность населения — 2590 человек.
Почтовый индекс: 86790. Телефонный код: 806257.
В поселке работают:
- средняя школа,
- дом культуры,
- библиотека,
- почтовое отделение,
- сберкасса.

## Прославленные уроженцы
В 1920 году в Троицко-Харцызске родился Герой Советского Союза Е. А. Алехнович.